# Martín Kohan
Martín Kohan (Buenos Aires, 24 de enero de 1967) es un escritor y docente universitario argentino. Considerado uno de los más destacados escritores argentinos contemporáneos, su obra, que abarca once novelas, cinco libros de cuentos y diez de ensayo, se encuentra caracterizada por el tratamiento de la realidad argentina y su última dictadura militar, y ha sido llevada al cine. En el 2007, recibió el Premio Herralde de Novela por su séptima novela, Ciencias morales. En 2023 Recibió el Gran Premio de Honor de la Sociedad Argentina de Escritores SADE en reconocimiento a su trayectoria literaria. En el 2024, además, fue nombrado «Personalidad Destacada» del ámbito de la cultura de la Ciudad de Buenos Aires.

## Comienzos y trayectoria
Kohan nació en Buenos Aires, en una familia judía. Comenzó a publicar en 1993 libros de ensayo, cuentos y novelas, pero su reconocimiento literario no llegó sino hasta el año 2007, año en el que fue ganador del Premio Herralde de Novela por su novela Ciencias morales, la cual fue llevada al cine tres años más tarde en el filme La mirada invisible.
Es Licenciado y Doctor en Letras por la Universidad de Buenos Aires en la Facultad de Filosofía y Letras. Actualmente trabaja como profesor de Teoría Literaria en la Universidad de Buenos Aires y en la Universidad de la Patagonia.
Es hincha del Club Atlético Boca Juniors. A donde va, Kohan muestra su amor por el club e incluso publicó textos al respecto. También tiene afecto por el Club Defensores de Belgrano debido a su origen en el Bajo Núñez. "Cuando uno está en la cancha, es como si en ese momento no hubiera otra cosa", declaró en una entrevista de 2023 con Infobae.

## Obra

### Novelas
- 1993: La pérdida de Laura
- 1997: El informe
- 2000: Los cautivos
- 2002: Dos veces junio
- 2005: Segundos afuera
- 2006: Museo de la revolución
- 2007: Ciencias morales
- 2010: Cuentas pendientes
- 2012: Bahía Blanca
- 2016: Fuera de lugar
- 2020: Confesión

### Cuentos
- 1994: Muero contento
- 1998: Una pena extraordinaria
- 2015: Cuerpo a tierra
- 2018: El ahogado
- 2021: Desvelos de verano

### Ensayos
- 1998: Imágenes de vida, relatos de muerte. Eva Perón, cuerpo y política (en colaboración con Paola Cortés Rocca)
- 2004: Zona urbana. Ensayo de lectura sobre Walter Benjamin
- 2005: Narrar a San Martín
- 2013: Fuga de materiales
- 2014: El país de la guerra
- 2016: Ojos brujos. Fábulas de amor en la cultura de masas
- 2017: 1917
- 2020: Me acuerdo
- 2021: La vanguardia permanente
- 2022: ¿Hola?. Réquiem para el teléfono

## Premios
- 2007: Premio Herralde de Novela por Ciencias morales[13]
- 2014: Premio Konex, Diploma al Mérito en Novela por el período 2008-2010[14]
- 2024: Nombrado «Personalidad Destacada» del ámbito de la cultura de la Ciudad de Buenos Aires[15]
- 2024ː Premio Konex 2024 Letras - Novelaː Período 2021-2023. Diploma al mérito.[16]